# 赖恩斯多夫 (图林根州)
赖恩斯多夫（德語：Reinsdorf，發音：[ˈʁaɪnsˌdɔʁf]）是德国图林根州基夫霍伊瑟县的市镇，面积11.17平方千米，人口为人。